# Robert Oboussier
Robert Oboussier (* 9. Juli 1900 in Antwerpen, Belgien; † 9. Juni 1957 in Zürich) war ein Schweizer Komponist und Musikkritiker.

## Leben
Robert Oboussier begann sein Musikstudium in Heidelberg und Mannheim. Von 1920 bis 1921 studierte er am Konservatorium Zürich bei Volkmar Andreae und Carl Vogler, anschliessend in Berlin Komposition bei Philipp Jarnach und Dirigieren bei Siegfried Ochs und Rudolf Krasselt. Von 1922 bis 1930 lebte er als Komponist und Musikkritiker in Florenz, München und Paris, von 1930 bis 1938 in Berlin. Seine Musikkritiken erschienen in den französischen Musikzeitschriften Revue musicale, Ménestrel und Revue hebdomadaire sowie in der Deutschen Allgemeinen Zeitung und der Frankfurter  Zeitung, in deren Auftrag er von 1930 bis 1933 musikwissenschaftliche Vorträge an der Lessing-Hochschule zu Berlin hielt. Als Komponist trat er erstmals 1923 bei den Donaueschinger Kammermusikaufführungen an die Öffentlichkeit.
Seit 1939 lebte er wieder in Zürich. Hier betreute er den Text zur Erinnerung an die «Landi 39», war einige Jahre Musikreferent für Die Tat, seit 1942 Leiter des neugegründeten «Zentralarchivs schweizerischer Tonkunst» und wurde 1948 Vizedirektor der SUISA. Ab 1954 war er Vorstandsmitglied des Schweizerischen Musikerverbandes.
Oboussier, der seine homosexuellen Neigungen zu verbergen suchte, wurde am 9. Juni 1957 in Zürich durch einen 18-jährigen Stricher ermordet, der aus der Jugendstrafanstalt in der Festung Aarburg entflohen war. Dies führte zu repressiven Massnahmen, unter anderem gegen die Homosexuellenorganisation Der Kreis. Oboussier wurde auf dem Friedhof Manegg bestattet, das Grab wurde 2001 aufgehoben.

## Werk
Oboussiers frühe Werke zeigen Einflüsse der Spätromantik. In seinen Instrumentalwerken setzt er sich mit der Zwölftontechnik auseinander, verbindet in einer späteren Schaffensphase Formtypen des Barock mit zeitgenössischem Kontrapunkt und erweiterter Harmonik und erreicht den persönlichsten Ausdruck in seinen Vokalwerken. Am meisten Anerkennung fanden seine Chorkompositionen nach Gedichten von Eichendorff, Hebbel, Brentano, Claudius, Rilke und Anna de Noailles, sowie A-cappella-Bearbeitungen alter englischer Lieder.
Er komponierte eine Oper, Amphitryon (nach der gleichnamigen Komödie Molières), sinfonische Werke, Kammermusik, Werke für Klavier und Vokalwerke, darunter Antigone für Alt und Orchester. Sein Buch Die Sinfonien von Beethoven. Einführungen (im Auftrag des Berliner Philharmonischen Orchesters) wurde mehrfach aufgelegt. Seine Berliner Musikchronik 1930–1938 wurde 1969 in Zürich von Martin Hürlimann herausgegeben.
Sein Nachlass befindet sich in der Zentralbibliothek Zürich.